# Nhà thờ Thánh Cosmos và Thánh Damian ở Bratislava
Nhà thờ Thánh Cosmos và Thánh Damian ở Bratislava (tiếng Slovakia: Kostol svätých Kozmu a Damiána v Bratislava) là một biểu tượng kiến trúc của quận Dúbravka, thành phố Bratislava, Slovakia. Nhà thờ này độc đáo vì được xây dựng trên mặt bằng hình elip. Vào ngày 23 tháng 10 năm 1963, nhà thờ Thánh Cosmos và Thánh Damian ở Bratislava được ghi danh vào Danh sách Di tích Trung ương theo quyết định của Bộ Văn hóa Cộng hòa Slovakia.

## Lịch sử
Nhà thờ này được xây dựng vào năm 1720. Trong những năm đầu hoạt động, nhà thờ là một chi nhánh của giáo xứ Devín. Hiện tại, nội thất của nhà thờ vẫn còn lưu giữ một bức tranh có niên đại vào năm 1722. Từ năm 1807, nhà thờ Thánh Cosmos và Thánh Damian trở thành nhà thờ giáo xứ của giáo xứ Dúbravská.
Nhà thờ này là một tòa nhà có cấu trúc đơn giản. Bên trong nhà thờ có tám hốc được thiết kế giống như nhà nguyện. Lúc mới xây dựng, nhà thờ Thánh Cosmos và Thánh Damian không có phòng ca đoàn. Bàn thờ của nhà thờ được xây theo phong cách kiến trúc Baroque. Ở giữa bàn thờ có một bức tranh lớn về đề tài phục sinh, và bên trong tấm chắn của bàn thờ có một bức tranh nhỏ hơn về Chúa Ba Ngôi. Bàn thờ phụ được dành để tôn kính Đức Trinh Nữ Maria.